# 대칭형 디지털 가입자 회선
대칭형 디지털 가입자 회선(Symmetric Digital Subscriber Line, SDSL)은 E1과 같은 데이터 속도를 사용하는 DSL의 변형이다. 한 쌍의 구리선을 통해 최대 3 킬로미터의 거리로 연결된다. ADSL과 SDSL의 주된 차이를 보면, SDSL은 데이터 업로드 속도와 다운로드 속도가 똑같은 데 반해 (대칭형), ADSL은 언제나 업로드 속도가 다운로드 속도보다 느리다. (비대칭형) 그러나 ADSL과는 달리, SDSL은 대역폭을 모두 점유하기 때문에 같은 선에 전통적인 음성 서비스와 공존하지 못한다. SDSL은 또한 사이트 서버를 호스팅(터미널 서버, 가상 사설망 참조)하면서도 ADSL을 바라지 않는 중소 기업이 주된 대상이며, 전용선의 높은 성능을 요구하지도 않는다.
SDSL는 G.991.2 (ex-G.shdsl) 권고안이 ITU-T가 승인할 때까지 제대로 표준화되지 않았다. SDSL은 G.SHDSL과 혼동을 일으키기도 한다. 유럽에서 G.SHDSL은 'SDSL'이라는 이름으로 ETSI에 의해 표준화되었다. ETSI의 변형은 유럽 전역에 표준화된 ITU-T G.SHDSL와 호환된다.

## 참조
1. ↑  
“Internetworking Technology Handbook”. Cisco Systems, Inc. 2008년 12월 3일에 확인함.

## 같이 보기
- 디지털 가입자 회선(DSL)
- 비대칭 디지털 가입자 회선(ADSL)
- G.SHDSL
- ISDN